# Моренвайс
Моренвайс (нім. Moorenweis) — громада в Німеччині, розташована в землі Баварія. Підпорядковується адміністративному округу Верхня Баварія. Входить до складу району Фюрстенфельдбрук.
Площа — 46,45 км2. Населення становить 4120 ос. (станом на 31 грудня 2020).